# Hjalmar Berner

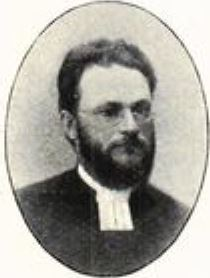
Hjalmar Berner.

Per Jakob Hjalmar Berner, född 26 februari 1854 i Hjorteds församling, Kalmar län, död 24 mars 1937 i Uppsala, var en svensk präst.
Berner, som var son till folkskolläraren och organisten Nils Peter Peterson och Anna Maria Sandberg, blev efter studier i Linköping student vid Uppsala universitet 1874, avlade teoretisk teologisk examen 1878, praktisk teologisk examen 1879 och prästvigdes 1879. Han innehade komministraturen i Närtuna församling 1883 och i Ekeby församling 1883–1884, men tillträdde inte dessa tjänster. Han blev komminister i Hanebo församling 1886, i Gamla Uppsala församling 1892 och var kyrkoherde i Norrala församling 1903–1925.